# القهبة
القهبة: قرية بمحافظة بارق في جنوب المملكة العربية السعودية. تقع في الجنوب الشرقي لإمارة بارق على مسافة كيلين تقريباً، ويبلغ تعداد سكانها 475 نسمة حسب الإحصاء الذي جرى عام 2004.

## التسمية
القهبة - بفتح أوله وسكون الهاء - والقهبة التكوين الجبلي الممتد ذو ظهر محدب ولون أغبر .

## الموقع
تقع القهبة على ضفة وادي الواديين الغربية، في شمالي السر، شرق جبل العرض، جنوب ساحل، وغرب الواتدة. وهي من قرى آل عيشي، ويقال لها قهبة آل عيشي.

## حصن القهبة
في وسط القرية يقع حصنها الأثري، وهو صخرة قهباء اللون - غبرا - مقطعة، والتي تم استخدامها في ذكاء عبقري لتكوَّنَ بعض جدران البناء مما جعل الحُصُن يبدو كأنه نامي من جوف الصخر. ويبلغ عُمْر هذا الحُصن نحو أربعمائة عام، ويقدره البعض بأكثر من ذلك لوجود آثار قريبة منه تعود إلى عصور الإسلام الأولى.